# Свеи
Свеите (шведски: svear, sviar) са древно германско племе, което е населявало централна Швеция. Те са имали славата на опитни моряци и войници и с тази си слава са често споменавани в древните източници.
Остров Бирка е тяхно основно търговско и занаятчийско средище. Сведения за острова и населението му се намират в Дела на епископите от Хамбургската църква (лат. Gesta Hammaburgensis ecclesiae pontificum, ок. 1075 г.) от Адам фон Бремен, споменаващи Бирка наред с други градове в Балтика като принадлежащ на народа на свеите.

## Галерия
- Теротории в Швеция населявани от Свеите (в жълто) през 9 век
- Военен шлем
- Военен шлем